# مارکلکوفن
مارکلکوفن (به آلمانی: Marklkofen) یک شهر در آلمان است که در بایرن واقع شده‌است.

## خصوصیات
مارکلکوفن ۴۰٫۷۲ کیلومترمربع مساحت دارد ۴۰۸ متر بالاتر از سطح دریا واقع شده‌است.